# Arianna Pittavino
Arianna Pittavino (22 luglio 1993) è una calciatrice italiana, di ruolo difensore.

## Palmarès
- Campionato italiano di Serie B: 1

Cuneo San Rocco: 2013-2014